# Hemibystra brincki
Hemibystra brincki là một loài tò vò trong họ Ichneumonidae.